# Lupin III - Tokyo Crisis: Memories of Blaze
Lupin III - Tokyo Crisis: Memories of Blaze (ルパン三世 炎の記憶 ～Tokyo Crisis～?, Rupan Sansei - Honō no kioku - Tokyo Crisis, letteralmente "Lupin III - La memoria della fiamma: Tokyo Crisis"), è il decimo special televisivo giapponese con protagonista Lupin III, il ladro gentiluomo creato da Monkey Punch, andato in onda per la prima volta in Giappone su Nippon Television il 24 luglio 1998. 
È stato trasmesso in Italia il 3 gennaio 2002 su Italia 1 col titolo Lupin - L'unione fa la forza, senza censure. Per il mercato home video ha assunto anche il titolo Lupin III - Tokyo Crisis: L'unione fa la forza.

## Trama
Alla vigilia dell'inaugurazione, a Tokyo, di un grande parco divertimenti con annesso un museo sul periodo Edo, Lupin III vuole impossessarsi di due lastre fotografiche che potrebbero condurlo al tesoro nascosto nel sottosuolo della città da Tokugawa Yoshinobu. Le stesse lastre sono ambite però anche da Michael Suzuki, proprietario del complesso, dal momento che esse contengono anche la chiave per la creazione di supersoldati dotati di capacità sovrumane. Il filo conduttore dell'intera vicenda sembra essere Maria Ishiki, una giovane reporter di cui l'ispettore Zenigata scoprirà di essersi innamorato.

## Doppiaggio
| Personaggio                 | Doppiatore originale | Doppiatore italiano (versione TV) | Doppiatore italiano (versione home video) |
| --------------------------- | -------------------- | --------------------------------- | ----------------------------------------- |
| Lupin III                   | Kan'ichi Kurita      | Roberto Del Giudice               | Roberto Del Giudice                       |
| Ispettore Koichi Zenigata   | Gorō Naya            | Rodolfo Bianchi                   | Enzo Consoli                              |
| Fujiko Mine                 | Eiko Masuyama        | Alessandra Korompay               | Alessandra Korompay                       |
| Daisuke Jigen               | Kiyoshi Kobayashi    | Sandro Pellegrini                 | Sandro Pellegrini                         |
| Goemon Ishikawa XIII        | Makio Inoue          | Antonio Palumbo                   | Antonio Palumbo                           |
| Maria Isshiki               | Megumi Hayashibara   | Gilberta Crispino                 | Gilberta Crispino                         |
| Michael Suzuki              | Kōichi Yamadera      | Sergio Di Giulio                  | Sergio Di Giulio                          |
| Gondo                       | Kōichi Yamadera      | Wladimiro Grana                   | Wladimiro Grana                           |
| Capo della polizia di Tokyo | Yuzuru Fujimoto      | Gerolamo Alchieri                 | Dario Penne                               |

- Doppiaggio italiano
  - Versione televisiva
    - Casa di doppiaggio: Edit S.r.l.
    - Sonorizzazione: Studio Due - Roma
    - Dialoghi italiani: Marina D'Aversa
    - Direttore del doppiaggio: Sergio Di Giulio
    - Assistente al doppiaggio: Daniela Inserra
    - Mixage: Claudio Toselli
    - Post-produzione video: Marco Sestan (Merak Film)

  - Versione home video
    - Edizione italiana: Shin Vision
    - Casa di doppiaggio: SEFIT-CDC
    - Dialoghi italiani: Giorgio Bassanelli
    - Direttore del doppiaggio: Serena Verdirosi
    - Assistente al doppiaggio: Corrado Russo
    - Fonico: Marco Meloni
    - Sincronizzazione: Paolo Brunori

## Edizioni home video

### VHS
Lo special è stato distribuito su VHS da Dynamic Italia col solo titolo "Tokyo Crisis". È l'ultimo prodotto di Lupin III ad essere distribuito su videocassetta in Italia.

### DVD
Il DVD italiano è stato pubblicato inizialmente solo da Shin Vision, con il titolo Lupin III - Tokyo Crisis: Memories of Blaze. È stato poi ristampato da Yamato Video con il titolo Lupin III: Tokyo Crisis - L'unione fa la forza, mentre per le edicole è uscito con De Agostini e il 17 febbraio 2012 con La Gazzetta dello Sport. Tranne quella uscita con La Gazzetta dello Sport, le altre edizioni contengono:
- Tracce audio:
  - italiano (versione DVD) DTS ES 6.1 24 bit
  - italiano (versione DVD) Dolby Digital 5.1
  - italiano (versione TV) Dolby Surround 2.0 (dual mono)
  - giapponese Dolby Digital
- Sottotitoli in italiano
- Extra:
  - 2 trailer originali giapponesi
  - 2 trailer originali italiani
  - intervista ad Enzo Consoli

### Blu-ray Disc
In Giappone il film è stato rimasterizzato in alta definizione e venduto in formato Blu-ray Disc all'interno della raccolta LUPIN THE BOX - TV Special BD Collection (LUPIN THE BOX ~ TV スペシャルBDコレクション~?).

## Colonna sonora
La colonna sonora è stata composta da Yūji Ōno.
- Lupin The Third Honō no kioku - Tokyo Crisis Original Soundtrack (VAP 21/09/00 VPCG-84662)
  1. Zenigata's Theme
  2. Successful Plan?
  3. Rupan Sansei no Theme '97 (THEME FROM LUPIN III '97)
  4. Son no Keiki, Kan no Keiki
  5. Maria and Zenigata
  6. Transport Trailer, Lupin VS Zenigata VS?
  7. Heart Station
  8. Maria's Memory
  9. Aquapolis
  10. Michael Suzuki
  11. Maria's Father, Doctor Ishiki
  12. Gene Business, Suzuki's Laboratory
  13. Zenigata's Jitte Begins
  14. Gene Commodity
  15. Congratulatory Party
  16. Aqua Tower Occupation
  17. Jigen & Goemon Skill Demonstration
  18. Suzuki's Arrest!
  19. Tokugawa's Treasure
  20. Yearning